# Route nationale 22 (Grèce)
Pour les articles homonymes, voir Route nationale 22.
La route nationale 22 (en grec moderne : Εθνική Οδός 22, Ethníki Odós 22, en abrégé EO22) est une route du nord-ouest de la Grèce. 

## Description
La route EO22 part de Kakavia situé à la frontière entre la Grèce et l'Albanie et s'étend jusqu'à Kalpáki. Elle fait partie de la route européenne 853.
La route nationale 22 bifurque de la route nationale EO20 entre Ioánnina et Kozáni dans la localité de Kalpáki. 
Elle s'étend d'est en ouest à travers les massifs montagneux du Pinde jusqu'à la vallée de la rivière Drino.

## Tracé
| Km   | Agglomérations lieux | Carte interactive |
| ---- | -------------------- | ----------------- |
| 0 km | Kakavia              |                   |
| km   | Drino                |                   |
| km   | Delvináki            |                   |
| km   | Parakálamos (el)     |                   |
| km   | Kalpáki              |                   |